# НФ
Нејтан Џон Фјуерштајн (рођен 30. марта 1991), професионално познат као НФ, је амерички репер, певач и текстописац.
Објавио је три студијска албума: Mansion 2015, Therapy Session 2016. и Perception 2017, који је дебитовао на првом месту Билборд 200.
Његов сингл „Let you down”, са албума Perception, донео му је светску славу.

## Младост
НФ је рођен Нејтан Џон Фјуерштајн, у Гладвину, Мичигену 30. марта 1991. Његови родитељи су се развели, а мајка га је одгајала све док га отац није морао одвести због тога што га је дечко његове маме злостављао. Његова мајка се предозирала 2009. године, што је довело до тога да јој посвети песму „How could you leave us”. Завршио је средњу школу у Гладвину 2009. године и био је у кошаркашком тиму. НФ је започео своју каријеру на Фестивалу ликовних уметности у организацији цркве Повезаност у Кантону, Мичигену .

## Музичка каријера
Фјуерштајн је изјавио да му је за време детињства реп био излаз. Снимао би песме на караоке машини , снимивши звук инструмента на једном микрофону и његов реп на другој. Фјуерштајн је 29. новембра 2010. године самостално издао свој дебитни студијски албум Moments под његовим правим именом.
Његов први студијски албум, ''Mansion'', објављен је 31. марта 2015. године од стране Capitol CMG. Његова песма "Интро" је убачена у видео игру Madden NFL 16 . Његове песме са овог албума су такође биле убачене у неке филмове и серије.
Његов други студијски албум, ''Therapy session'' , објављен је 22. априла 2016. "I just wanna know" објављен је као сингл 8. априла 2016. и "Real" је објављен 22. априла 2016. "Warm up" је објављен као сингл 8. септембра 2016. 
Дана 6. октобра 2017. НФ је издао свој трећи студијски албум Perception . Албум је дебитовао на првом месту Билборд 200 , што га чини његовим првим албумом на врху листе.
Следеће недеље, "Let you down" је постао његов први сингл на листи Хот 100, дебитујући на 87. Постао је успавани хит , узимајући 17 недеља да достигне свој врхунац на броју 12. После успеха Perception-а најавио је да ће кренути средином 2018. године на турнеју са Лоџиком и Кајлом .
У 2018, НФ је издао два сингла, "No name" 19. јануара и "Why" 18. јуна.

## Стил
Фјуерштајн је признао Еминема као његов главни утицај у хип-хопу, тврдећи да је у једном тренутку само њега слушао. Стил НФ-а је упоређен са стилом Еминема, Лоџика и Машин Ган Келија . Иако је нашао своје музичко васпитање у хришћанском хип-хопу, Фјуерштајн је негирао своју етикету као хришћански репер, говорећи: "Ја сам хришћанин, али не правим хришћанску музику. Нећете досегнути све са само једном тачком гледишта. Пишем о стварима и проблемима кроз које пролазим. Не морате бити хришћан да бисте се саосећавали са мном. "

## Awards and nominations
| Година | Организација             | Номинација          | Награда                      | Резултат  |
| ------ | ------------------------ | ------------------- | ---------------------------- | --------- |
| 2016   | GMA Dove Awards          | "I Just Wanna Know" | Најбоља реп песма године     | номинован |
| 2016   | GMA Dove Awards          | Therapy Session     | Најбољи реп албум године     | Освојио   |
| 2017   | GMA Dove Awards          | "Oh Lord"           | Најбоља реп песма године     | Освојио   |
| 2019   | iHeartRadio Music Awards | НФ                  | Најбољи нови музички уметник | номинован |

## Лични живот
НФ је хришћанин, али себе не сматра хришћанским репером . Потписао је уговор са хришћанском издавачком кућом, а његова музика је популарна у хришћанској музичкој сцени . Упркос томе, себе назива "само уметником који прави музику за све". Фјуерштајн се оженио Бриџет Доремус почетком септембра 2018.